# Erkir Corona
Erkir Corona est une corona, formation géologique en forme de couronne, située sur la planète Vénus par -16,3° S et 233,7° E. Elle est localisée dans le quadrangle de Taussig. Elle a été nommée en référence à Erkir, déesse arménienne de la Terre. 

## Géographie et géologie
Erkir Corona couvre une surface circulaire d'environ 275 km de diamètre. 